# Moralia
I Moralia (in greco antico: Ἠθικά?, Ēthiká) sono una serie di 78 trattati, alcuni pseudoepigrafi, di Plutarco.

## Etimologia
Il titolo della collezione si deve a Massimo Planude che, nell'ordinamento complessivo delle opere, le designò Ethikà ("Opere morali") dato che i primi quindici scritti trattano di argomenti etico-filosofici.

## Tematiche
In realtà la collezione comprende opere di argomento eterogeneo, trattando di retorica, politica, religione, scienza e letteratura. 
Inoltre ve ne sono altre che riguardano questioni come la psicologia degli animali o la meteorologia e l'astronomia (Il volto della luna); in altre sono presenti riflessioni su alcune celebri figure della cultura greca: l'autore, ad esempio, biasima Erodoto perché aveva presentato i Beoti come gente sleale (Della malignità di Erodoto), oppure confronta Aristofane e Menandro, affermando di preferire quest'ultimo al primo (Comparazione tra Aristofane e Menandro). Altre ancora sono di natura pedagogica. 
I saggi di argomento religioso riguardano il culto delfico, gli oracoli ed i misteri (Su Iside e Osiride) ed esprimono idee religiose personali, come la fede nella provvidenza (Della lentezza dei numi a punire). Per quanto riguarda la filosofia, vi sono scritti ostili all'epicureismo e polemici con gli stoici. 
Troviamo infine trattati su argomenti occasionali, su questioni eziologiche ed una consolazione di Plutarco alla propria moglie per la morte della loro figlia.

## Suddivisione
L'impaginazione che segue è quella dell'edizione del 1599 col titolo tradizionale latino che risale al traduttore Guilielmus Xylander. Essa fa da riferimento canonico per la numerazione delle pagine e l'ordine. L'edizione principe però è quella di Aldo Manuzio stampata nel 1509; in Italia, le edizioni complete dei Moralia, risalenti al XVI secolo, furono ristampate sino all'Ottocento: celebre la versione dell'Adriani. Edizioni moderne di riferimento sono: Teubner (7 volumi, 1908-1978); Loeb (16 volumi, 1927-1980); quella dell'Association Guillaume Budé (15 volumi, 1972-2004).
Finalmente, dopo un lavoro editoriale decennale iniziato sotto l'impulso di Giovanni Reale, appare nel giugno 2017 la prima edizione italiana integrale dell'intero corpus dei Moralia, comprese le opere spurie e i frammenti. Frutto del lavoro di una squadra di 40 studiosi, coordinati da Emanuele Lelli e Giuliano Pisani, il libro è pubblicato da Bompiani nella prestigiosa collana Il pensiero occidentale, con testo a fronte.
L'ordine dei Moralia, qui sotto riproposto, è quello stabilito nell'edizione dello Stephanus del 1572. L'intervallo di numeri iniziale è la numerazione dello Stephanus, usata come standard per citare i passi dei Moralia; tra parentesi quadre l'eventuale numero nel catalogo di Lampria.
- 1. 1a-14c - L'educazione dei ragazzi (Περὶ παίδων ἀγωγῆς - De liberis educandis)[4]
- 2. 14d-37b [103] - Come il fanciullo debba ascoltare i poeti (Πῶς δεῖ τὸν νέον ποιημάτων ἀκούειν - Quomodo adolescens poetas audire debeat)[4]
- 3. 37c-48d [102] - L'arte di ascoltare (Περὶ τοῦ ἀκούειν - De recta ratione audiendi)[5]
- 4. 48e-74e [89] - Come distinguere l'adulatore dall'amico (Πῶς ἄν τις διακρίνοιε τὸν κόλακα τοῦ φίλου - Quomodo adulator ab amico internoscatur)[6]
- 5. 75a-86a [87] - In che modo qualcuno avverta i suoi progressi nella virtù (Πῶς ἄν τις αἴσθοιτο ἑαυτοῦ προκόπτοντος ἐπ᾿ ἀρετῇ - Quomodo quis suos in virtute sentiat profectus)[7]
- 6. 86b-92f [130] - Come trarre vantaggio dai nemici (Πῶς ἄν τις ὑπ᾿ ἐχθρῶν ὠφελοῖτο - De capienda ex inimicis utilitate)[8]
- 7. 93a-97b - Dell'avere molti amici (Περὶ πολυφιλίας - De amicorum multitudine)[9]
- 8. 97c-100a - Sulla fortuna (Περὶ τύχης - De fortuna)[10]
- 9. 100a-101e - Sulla virtù e il vizio (Περὶ ἀρετῆς καὶ κακίας - De virtute et vitio)
- 10. 101f-122a - Consolazione ad Apollonio (Παραμυθητικὸς πρὸς Ἀπολλώνιον - Consolatio ad Apollonium)
- 11. 122a-137e [94] - Precetti igienici (Ὑγιεινὰ παραγγέλματα - De tuenda sanitate praecepta)[11]
- 12. 138a-146a [115] - Precetti coniugali (Γαμικὰ παραγγέλματα - Coniugalia praecepta)[12][13]
- 13. 146b-164d [110] - Il banchetto dei sette saggi (Ἑπτά σοφῶν συμπόσιον - Septem sapientium convivium)[14]
- 14. 164e-171f [155] - Sulla superstizione (Περὶ δεισιδαιμονίας - De superstitione)[15]
- 15. 172a-208a [108] - Detti di re e condottieri (Βασιλέων ἀποφθέγματα καὶ στρατηγῶν - Regum et imperatorum apophthegmata)
  - Detti dei romani (Ῥωμαίων ἀποφθέγματα - Romanorum apophthegmata)
- 16. 208a-242d [169] - Detti degli spartani (Ἀποφθέγματα Λακωνικά - Apophthegmata Laconica)[16]
  - Istituzioni degli spartani (Τὰ παλαιὰ τῶν Λακεδαιμονίων ἐπιτηδεύματα - Instituta Laconica)
  - Detti delle donne spartane (Λακαινῶν αποφθέγματα - Lacaenarum apophthegmata)[17]
- 17. 242e-263c [126 o forse 167] - Virtù delle donne (Γυναικῶν ἀρεταί - Mulierum virtutes)[18]
- 18. 263d-291c [138] - Questioni romane (Αἰτίαι Ῥωμαϊκαί - Quaestiones Romanae)[19]
- 19. 291d-304f [138, a volte assieme al precedente registrato come Aetia Romana et Graeca (263d-304f), e 166] - Questioni greche (Αἴτια Ἑλληνικά - Quaestiones Graecae)[20]
- 20. 305a-316b [128] - Paralleli minori (Συναγωγὴ ἱστοριῶν παραλλήλων Ἑλληνικῶν καὶ Ρωμαϊκῶν - Parallela minora) (pseudo-Plutarco[21])[22]
- 21. 316b-326c [175] - Sulla fortuna dei romani (Περὶ τῆς Ῥωμαίων τύχης - De fortuna Romanorum)[23]
- 22. 326d-345b [176 e 186] - La fortuna o la virtù di Alessandro (Περὶ τῆς Ἀλεξάνδρου τύχης ἢ ἀρετῆς - De Alexandri magni fortuna aut virtute)[24]
- 23. 345c-351b [197] - La gloria di Atene (Πότερον Ἀθηναῖοι κατὰ πόλεμον ἢ κατὰ σοφίαν ἐνδοξότεροι - Bellone an pace clariores fuerint Athenienses)[25]
- 24. 351c-384c [118] - Su Iside e Osiride (Περὶ Ἴσιδος καὶ Ὀσίριδος - De Iside et Osiride)[26]
- 25. 384c-394c [117] - Sulla E a Delfi (Περὶ τοῦ εἶ τοῦ έν Δελφοῖς - De E apud Delphos)[26][27]
- 26. 394c-409d [116] - Sugli oracoli della Pizia (Περὶ τοῦ μὴ χρᾶν ἔμμετρα νῦν τὴν Πυθίαν - De Pythiae oraculis)[26][28]
- 27. 409d-438e [88] - Sul tramonto degli oracoli (Περὶ τῶν ἐκλελοιπότων χρηστηρίων - De defectu oraculorum)[26][29]
- 28. 439a-440c [180] - È possibile insegnare la virtù? (Εἰ διδακτὸν ἡ ἀρετή - An virtus doceri possit)[30]
- 29. 440c-452d [72] - Intorno alla virtù morale (Περὶ ἠθικῆς ἀρετῆς - De virtute morali)[31]
- 30. 452e-464d - Sul contenere l'ira (Περὶ ἀοργησίας - De cohibenda ira)[32]
- 31. 464e-477f [95] - Sulla serenità dell'anima (Περὶ εὐθυμίας - De tranquillitate animi)
- 32. 478a-492d [98] - Sull'amore fraterno (Περὶ φιλαδελφίας - De fraterno amore)[33]
- 33. 493a-497e - Sull'amore verso la prole (Περὶ τῆς εἰς τὰ ἔγγονα φιλοστοργίας - De amore prolis)[33]
- 34. 498a-500a - Il vizio è causa di miseria? (Εἰ αὐτάρκης ἡ κακία πρὸς κακοδαιμονίαν - An vitiositas ad infelicitatem sufficiat)
- 35. 500a-502a [208] - Se siano peggiori le malattie dell'anima o quelle del corpo (Περὶ τοῦ πότερον τὰ ψυχῆς ἢ τὰ σώματος πάθη χείρονα - Animine an corporis affectiones sint peiores)
- 36. 502a-515a [92] - Sulla loquacità (Περὶ ἀδολεσχίας - De garrulitate)[34]
- 37. 515a-523b [97] - Sulla curiosità (Περὶ πολυπραγμοσύνης - De curiositate)[35]
- 38. 523c-528b [211] - Sull'amore per le ricchezze (Περὶ φιλοπλουτίας - De cupiditate divitiarum)[36]
- 39. 528c-536d [96] - Sulla vergogna (Περὶ δυσωπίας - De vitioso pudore)[37]
- 40. 536d-538e - Invidia e odio (Περὶ φθόνου καὶ μίσους - De invidia et odio)[38]
- 41. 539a-547f [85] - Sulla lode di sé senza offesa (Περὶ τοῦ ἑαυτὸν ἐπαινεῖν ἀνεπιφθόνως - De se ipsum citra invidiam laudando)
- 42. 548a-568a [91] - Sulla lentezza dei numi a punire (Περὶ τῶν ὑπὸ τοῦ θείου βραδέως τιμωρουμένων - De sera numinis vindicta)[39]
- 43. 568b-574f[40] - De fato (Περὶ εἰμαρμένης - De fato) (pseudo-Plutarco[41])[42]
- 44. 575a-598f [69] - Sul demone di Socrate (Περὶ τοῦ Σωκράτους δαιμονίου - De genio Socratis)[39]
- 45. 599a-607f [101] - Sull'esilio (Περὶ φυγῆς - De exilio)[43]
- 46. 608a-612b [112] - Consolazione alla moglie (Παραμυθητικὸς πρὸς τὴν γυναῖκα - Consolatio ad uxorem)[44]
- 47. 612c-748d - Questioni conviviali (Συμποσιακά - Quaestiones convivales)[45]
- 48. 748e-771e [107] - Sull'amore (Ἐρωτικός - Amatorius)[13]
- 49. 771e-775e [222] - Storie d'amore (Ἐρωτικαὶ διηγήσεις - Amatoriae narrationes)[13][46]
- 50. 776a-779c - Filosofi e principi (Περὶ τοῦ ὅτι μάλιστα τοὶς ἡγεμόσιν δεῖ τὸν φιλόσοφον διαλέγεσθαι - Maxime cum principibus philosopho esse disserendum)
- 51. 779c-782f - Sulla non educazione del principe (Πρὸς ἡγεμόνα ἀπαίδευτον - Ad principem ineruditum)[47]
- 52. 783a-797f [75] - Sui vecchi in politica (Εἰ πρεσβυτέρῳ πολιτευτέον - An seni respublica gerenda sit)
- 53. 798a-825f [104] - Precetti politici (Πολιτικὰ παραγγέλματα - Praecepta gerendae reipublicae)[48]
- 54. 826a-827c - Monarchia, democrazia e oligarchia (Περὶ μοναρχίας καὶ δημοκρατίας καὶ ὀλιγαρχίας - De unius in republica dominatione, populari statu, et paucorum imperio)[49]
- 55. 827d-832a [215] - Sul rigettare la pratica dell'usura (Περὶ τοῦ μὴ δεῖν δανείζεσθαι - De vitando aere alieno)[50]
- 56. 832b-852e [41] - Vite dei dieci oratori (Βίοι τῶν δέκα ῥητόρων - Vitae decem oratorum) (pseudo-Plutarco[51])
- 57. 853a-854d [121] - Confronto tra Aristofane e Menandro (Συγκρίσεως Ἀριστοφάνους καὶ Μενάνδρου ἐπιτομή - Comparationis Aristophanis et Menandri compendium)[52]
- 58. 854e-874c [122] - Sulla malignità di Erodoto (Περὶ τῆς Ἡροδότου κακοηθείας - De Herodoti malignitate)[53]
- 59. 874d-911c [61] - Dottrine dei filosofi (Περὶ τῶν ἀρεσκόντων φιλοσόφοις φυσικῶν δογμάτων - De placitis philosophorum) (pseudo-Plutarco)
- 60. 911c-919e[54] [218] - Questioni naturali (Αἴτια φυσικά - Quaestiones naturales)[55]
- 61. 920a-945e [73] - Il volto della luna (Περὶ τοῦ ἐμφαινομένου προσώπου τῷ κύκλῳ τῆς σελήνης - De facie quae in orbe lunae apparet)[56]
- 62. 945f-955c [90] - Sul freddo primario (Περὶ τοῦ πρώτως ψυχροῦ - De primo frigido)[57]
- 63. 955d-958e [206] - Cosa è più utile tra fuoco e acqua (Πότερον ὕδωρ ὴ πῦρ χρησιμότερον - Aquane an ignis utilior)[57]
- 64. 959a-985c [147] - Sull'intelligenza degli animali (Πότερα τῶν ζῴων φρονιμώτερα τὰ χερσαία ἢ τὰ ἔνυδρα - De sollertia animalium)[58]
- 65. 985c-992e [127 o 135] - Gli animali usano la ragione (Περὶ τοῦ τὰ ἄλογα λόγῳ χρῆσθαι - Bruta animalia ratione uti)[58][59]
- 66. 993a-999b - Sul mangiare carne (Περὶ σαρκοφαγίας - De esu carnium)[58][60]
- 67. 999c-1011e [136] - Questioni platoniche (Πλατωνικὰ ζητήματα - Platonicae quaestiones)
- 68. 1012a-1030c [65] - Sulla procreazione dell'anima nel Timeo (Περὶ τῆς ἐν Τιμαίῳ ψυχογονίας - De animae procreatione in Timaeo)[61]
- 69. 1030d-1032f - Epitome sulla procreazione dell'anima (Ἐπιτομή τοῦ Περὶ τῆς ἐν τῷ Τιμαίῳ ψυχογονίας - Compendium libri de animae procreatione in Timaeo)
- 70. 1033a-1057c [76] - Contraddizioni degli stoici (Περὶ Στωϊκῶν ἐναντιωμάτων - De Stoicorum repugnantiis)[62]
- 71. 1057c-1058d [79] - Gli stoici dicono cose più assurde dei poeti (Ὅτι παραδοξότερα οἱ Στωϊκοὶ τῶν ποιητῶν λέγουσιν - Stoicos absurdiora poetis dicere)[63]
- 72. 1058e-1086b [77] - Nozioni comuni contro gli stoici (Περὶ τῶν κοινῶν ἐννοιῶν πρὸς τοὺς Στωϊκούς - De communibus notitiis adversus Stoicos)
- 73. 1086c-1107c [82] - Non è possibile vivere felici seguendo Epicuro (Ὅτι οὐδὲ ἡδέως ζῆν ἔστιν κατ' Ἐπίκουρον - Non posse suaviter vivi secundum Epicurum)[64]
- 74. 1107d-1127e [81] - Contro Colote (Πρὸς Κωλώτην - Adversus Colotem)
- 75. 1128a-1130e [178] -  Se sia ben detto "vivi nascosto" (Εἰ καλῶς εἴρηται τὸ λάθε βιώσας - An recte dictum sit latenter esse vivendum)[65]
- 76. 1131a-1147a - Sulla musica (Περὶ μουσικῆς - De musica) (pseudo-Plutarco[66])[67]

Nelle edizioni restano a parte - oltre che senza la numerazione di Estienne, perché scoperti successivamente (1773) - due frammenti spuri di tema morale, il De libidine et aegritudine e Utrum pars an facultas animi affectibus subiecta sit.

## Opere perdute o frammentarie
Numerose opere di Plutarco, o di cui Plutarco era ritenuto l'autore, sono andate perdute o sono sopravvissute solo in forma frammentaria. Della maggior parte di esse si conoscono i titoli grazie al catalogo di Lampria, mentre altre fonti hanno conservato titoli non presenti nel catalogo.

### Traduzione integrale italiana
- Tutti i Moralia. Prima traduzione italiana completa. Testo greco a fronte, Coordinamento di Emanuele Lelli e Giuliano Pisani, Collana Il pensiero occidentale, Milano, Bompiani, 2017,  p. 3264, ISBN 978-88-452-9281-1.